# Giải vô địch bóng đá Nam Á 2018

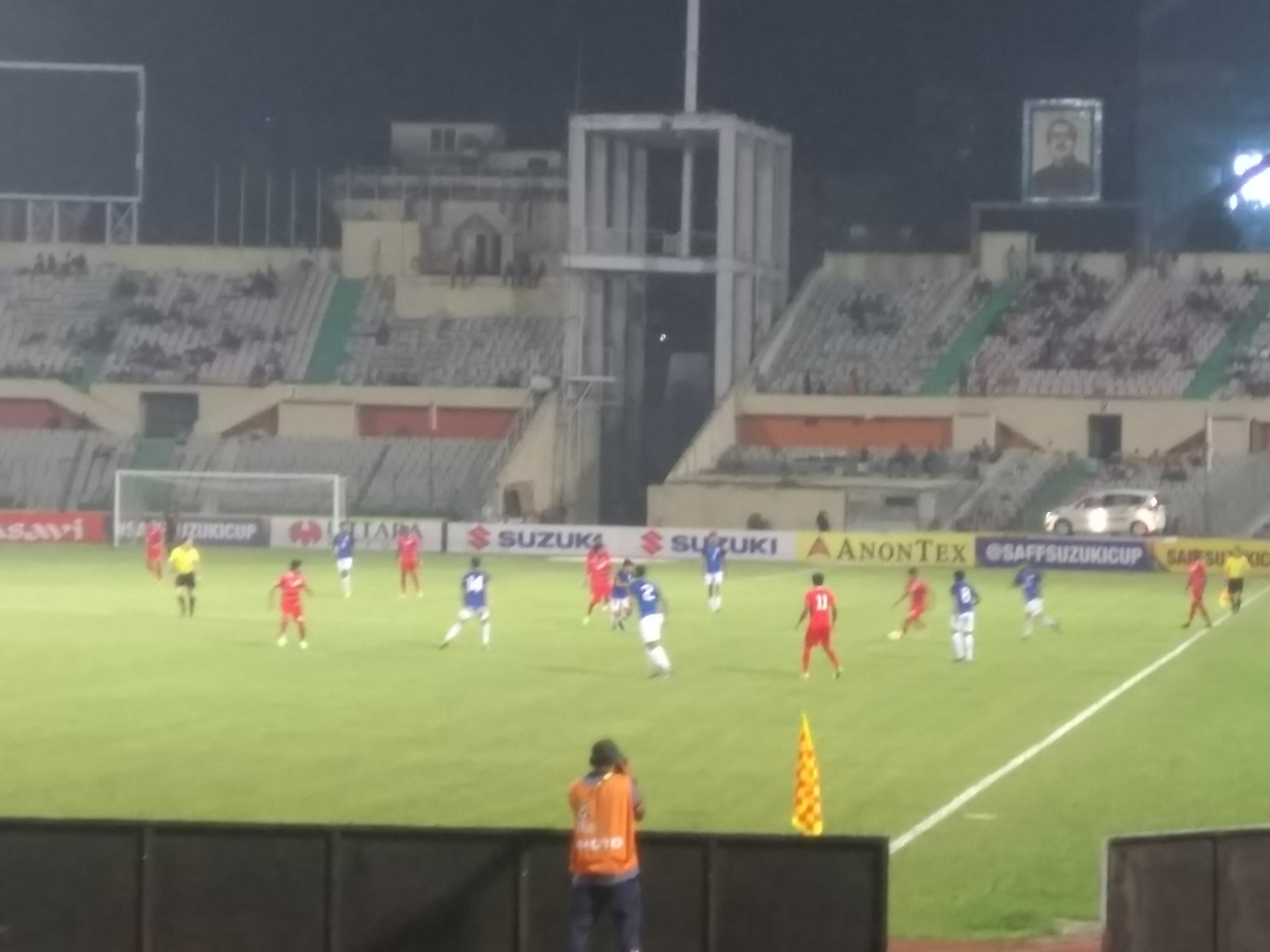
Trong trận chung kết Giải vô địch bóng đá Nam Á 2018

Giải vô địch bóng đá Nam Á 2018, còn được gọi là  SAFF Suzuki Cup 2018 vì lý do tài trợ, là phiên bản thứ 12 của Giải vô địch bóng đá Nam Á, giải vô địch bóng đá quốc tế của Nam Á do SAFF tổ chức hai năm một lần. Ban đầu dự kiến sẽ được tổ chức bởi Bangladesh vào tháng 12 năm 2017, nhưng sau đó đã hoãn lại đến 4-15 tháng 9 năm 2018.

## Lựa chọn chủ nhà
Vào ngày 2 tháng 1 năm 2016,Ủy ban điều hành Nam Á đã đưa ra quyết định rằng Bangladesh sẽ tổ chức Giải vô địch bóng đá Nam Á 2017 tại một cuộc họp được tổ chức tại Trivandrum, Ấn Độ. Maldives và Bhutan đã đặt giá thầu để tổ chức các trận đấu nhưng sau đó đã rút hồ sơ dự thầu.
Đây là Giải vô địch bóng đá Nam Á thứ ba do Bangladesh đăng cai, sau chiến thắng trong phiên bản 2003 và bán kết trong 2009.
Lễ bốc thăm được tổ chức vào ngày 18 tháng 4 năm 2018 tại Dhaka.

## Các quốc gia tham dự
| Quốc gia             | Tham dự | Hiệu suất tốt nhất trước đó                        | Bảng xếp hạng FIFA Ngày 16 tháng 8 năm 2018 |
| -------------------- | ------- | -------------------------------------------------- | ------------------------------------------- |
| Bangladesh (Chủ nhà) | 11 lần  | Vô địch (2003)                                     | 194                                         |
| Bhutan               | 8 lần   | Bán kết (2008)                                     | 183                                         |
| Ấn Độ                | 12 lần  | Vô địch (1993, 1997, 1999, 2005, 2009, 2011, 2015) | 96                                          |
| Maldives             | 10 lần  | Vô địch (2008)                                     | 150                                         |
| Nepal                | 12 lần  | Hạng ba (1993)                                     | 161                                         |
| Pakistan             | 11 lần  | Hạng ba (1997)                                     | 201                                         |
| Sri Lanka            | 12 lần  | Vô địch (1995)                                     | 200                                         |

## Địa điểm
| Dhaka                             |
| --------------------------------- |
| Sân vận động Quốc gia Bangabandhu |
| Sức chứa: 36.000                  |
|                                   |

## Trọng tài
| Trọng tài - Mohammad Arafah - Sivakorn Pu-udom - Rowan Arumughan - Hasan Akrami - Hanna Hattab - Hettikamkanamge Perera | Trợ lý trọng tài - Ali Mohammed Al Hasani - Sapam Kennedy - Priyanga Palliya Guruge - Hassan Zeheiri - Apichit Nophuan - Manir Ahmmad Dali |

## Vòng bảng
Tất cả thời gian là địa phương, BST (UTC+6:00).

### Bảng A
| VT | Đội            | ST | T | H | B | BT | BB | HS | Đ | Giành quyền tham dự     |
| -- | -------------- | -- | - | - | - | -- | -- | -- | - | ----------------------- |
| 1  | Nepal          | 3  | 2 | 0 | 1 | 7  | 2  | +5 | 6 | Giành quyền vào bán kết |
| 2  | Pakistan       | 3  | 2 | 0 | 1 | 5  | 2  | +3 | 6 | Giành quyền vào bán kết |
| 3  | Bangladesh (H) | 3  | 2 | 0 | 1 | 3  | 2  | +1 | 6 |                         |
| 4  | Bhutan         | 3  | 0 | 0 | 3 | 0  | 9  | −9 | 0 |                         |

| Nepal          | 1–2      | Pakistan                             |
| -------------- | -------- | ------------------------------------ |
| - B. Magar 82' | Chi tiết | - Bashir 36' (ph.đ.) - Mu. Ali 90+6' |

| Bangladesh                          | 2–0      | Bhutan |
| ----------------------------------- | -------- | ------ |
| - Barman 3' (ph.đ.) - M. Rahman 47' | Chi tiết |        |

| Nepal                                               | 4–0      | Bhutan |
| --------------------------------------------------- | -------- | ------ |
| - A. Tamang 21' - Bal 71' - Khawas 79' - Khadka 88' | Chi tiết |        |

| Bangladesh   | 1–0      | Pakistan |
| ------------ | -------- | -------- |
| - Barman 85' | Chi tiết |          |

| Pakistan                               | 3–0      | Bhutan |
| -------------------------------------- | -------- | ------ |
| - Riaz 20' - Bashir 29' - Faheem 90+1' | Chi tiết |        |

| Bangladesh | 0–2      | Nepal                            |
| ---------- | -------- | -------------------------------- |
|            | Chi tiết | - B. Magar 33' - N. Shrestha 90' |

### Bảng B
| VT | Đội       | ST | T | H | B | BT | BB | HS | Đ | Status                  |
| -- | --------- | -- | - | - | - | -- | -- | -- | - | ----------------------- |
| 1  | Ấn Độ     | 2  | 2 | 0 | 0 | 4  | 0  | +4 | 6 | Giành quyền vào bán kết |
| 2  | Maldives  | 2  | 0 | 1 | 1 | 0  | 2  | −2 | 1 | Giành quyền vào bán kết |
| 3  | Sri Lanka | 2  | 0 | 1 | 1 | 0  | 2  | −2 | 1 |                         |

1. 1 2  Maldives và Sri Lanka ngang nhau về điểm số, hiệu số bàn thắng, bàn thắng và đối đầu. Đội chiến thắng đã được quyết định bằng cách tung đồng xu.[4]

| Ấn Độ                          | 2–0      | Sri Lanka |
| ------------------------------ | -------- | --------- |
| - Kuruniyan 35' - Chhangte 47' | Chi tiết |           |

| Maldives | 0–0      | Sri Lanka |
| -------- | -------- | --------- |
|          | Chi tiết |           |

| Ấn Độ                        | 2–0      | Maldives |
| ---------------------------- | -------- | -------- |
| - Poojari 36' - M. Singh 44' | Chi tiết |          |

## Vòng đấu loại trực tiếp

### Sơ đồ
|  | Bán kết    | Bán kết |            |   | Chung kết | Chung kết |
|  |            |         |            |   |           |           |
|  | 12 tháng 9 |         |            |   |           |           |
|  |            |         |            |   |           |           |
|  | Nepal      | 0       |            |   |           |           |
|  | Nepal      | 0       | 15 tháng 9 |   |           |           |
|  | Maldives   | 3       |            |   |           |           |
|  | Maldives   | 3       | Maldives   | 2 |           |           |
|  | 12 tháng 9 |         | Maldives   | 2 |           |           |
|  |            | Ấn Độ   | 1          |   |           |           |
|  | Ấn Độ      | Ấn Độ   | 1          | 3 |           |           |
|  | Ấn Độ      |         |            | 3 |           |           |
|  | Pakistan   | 1       |            |   |           |           |
|  | Pakistan   | 1       |            |   |           |           |

### Bán kết
| Nepal | 0–3      | Maldives                         |
| ----- | -------- | -------------------------------- |
|       | Chi tiết | - Ghanee 9' - I. Hassan 84', 86' |

| Ấn Độ                           | 3–1      | Pakistan      |
| ------------------------------- | -------- | ------------- |
| - M. Singh 48', 69' - Passi 84' | Chi tiết | - Mu. Ali 88' |

### Chung kết
| Maldives                   | 2–1      | Ấn Độ         |
| -------------------------- | -------- | ------------- |
| - Mahudhee 19' - Fasir 66' | Chi tiết | - Passi 90+2' |

## Giải thưởng
Các giải thưởng sau đây đã được trao cho Giải Vô địch bóng đá Nam Á 2018.
| Đội đạt giải phong cách | Đội đạt giải phong cách | Đội đạt giải phong cách | Cầu thủ xuất sắc nhất | Cầu thủ xuất sắc nhất | Cầu thủ xuất sắc nhất | Vua phá lưới | Vua phá lưới | Vua phá lưới |
| ----------------------- | ----------------------- | ----------------------- | --------------------- | --------------------- | --------------------- | ------------ | ------------ | ------------ |
| Bhutan                  | Bhutan                  | Bhutan                  | Mohamed Faisal        | Mohamed Faisal        | Mohamed Faisal        | Manvir Singh | Manvir Singh | Manvir Singh |

## Cầu thủ ghi bàn
3 bàn
- Manvir Singh

2 bàn
- Topu Barman
- Sumeet Passi
- Ibrahim Waheed Hassan
- Bimal Gharti Magar
- Muhammad Ali
- Hassan Bashir

1 bàn
- Mahbubur Rahman
- Lallianzuala Chhangte
- Ashique Kuruniyan
- Nikhil Poojari
- Ali Fasir
- Akram Abdul Ghanee
- Ibrahim Mahudhee
- Sunil Bal
- Nirajan Khadka
- Bharat Khawas
- Nawayug Shrestha
- Ananta Tamang
- Ahmed Faheem
- Muhammad Riaz

## Phạm vi truyền thông
| Quốc gia   | Phát thanh          | Tham khảo     |
| ---------- | ------------------- | ------------- |
| Bangladesh | Channel 9           | [ 8 ]         |
| Ấn Độ      | DSport              | [ 9 ]         |
| Maldives   | Television Maldives |               |
| Nepal      | AP1 Television      |               |
| Hoa Kỳ     | Bleacher Report     | [ 10 ] [ 11 ] |